# Eredivisie 2013/14/Transfers zomer
Dit is een lijst van transfers uit de Nederlandse Eredivisie in de zomer van 2013.
De transferperiode duurde van 11 juni tot en met 2 september 2013. Deals mogen op elk moment van het jaar gesloten worden, maar de transfers zelf mogen pas in de transferperiodes plaatsvinden. Spelers zonder club mogen op elk moment van het jaar gestrikt worden.
Afkortingen: DM = Doelman, VD = Verdediger, MV = Middenvelder, AV = Aanvaller

## ADO Den Haag

### In
| Naam              | Nationaliteit | Positie | Oude club                        |
| ----------------- | ------------- | ------- | -------------------------------- |
| Malcolm Esajas    | Nederland     | AV      | MVV Maastricht                   |
| Ricky van Haaren  | Nederland     | MV      | VVV-Venlo                        |
| Michiel Kramer    | Nederland     | AV      | FC Volendam                      |
| Filip Lukšík      | Slowakije     | VD      | Slovan Bratislava (was verhuurd) |
| Ninos Gouriye     | Nederland     | AV      | Heracles Almelo                  |
| Jerson Cabral     | Nederland     | MV/AV   | FC Twente gehuurd                |
| Mitchell Schet    | Nederland     | MV/AV   | FC Groningen                     |
| Cătălin Țîră      | Roemenië      | AV      | Lazio Roma                       |
| Gervane Kastaneer | Nederland     | AV      | FC Dordrecht                     |
| Gianni Zuiverloon | Nederland     | VD      | Geen club                        |
| Roland Alberg     | Nederland     | MV      | Elazigspor                       |

### Uit
| Naam                     | Nationaliteit | Positie | Nieuwe club        |
| ------------------------ | ------------- | ------- | ------------------ |
| Ramon Leeuwin            | Nederland     | VD/MV   | SC Cambuur         |
| Tom Broekhuizen          | Nederland     | MV      | FC Lisse           |
| Ahmed Ammi               | Marokko       | VD/MV   | n.n.b.             |
| Stanley Elbers           | Nederland     | AV      | Helmond Sport      |
| Gábor Horváth            | Hongarije     | VD      | n.n.b.             |
| Adil Tihouna             | Nederland     | MV      | Jong FC Zwolle     |
| Kevin Tano               | Nederland     | AV      | Antwerp FC         |
| Wouter de Vogel          | Nederland     | AV      | FC Den Bosch       |
| Aleksandar Radosavljevič | Slovenië      | MV      | n.n.b.             |
| Dico Koppers             | Nederland     | VD      | Ajax (was gehuurd) |
| Charlton Vicento         | Nederland     | AV      | PAS Giannina       |
| Kevin Visser             | Nederland     | MV      | Helmond Sport      |
| Tjaronn Chery            | Nederland     | AV      | FC Groningen       |
| Giovanni Korte           | Nederland     | AV      | FC Dordrecht       |
| Santi Kolk               | Nederland     | AV      | n.n.b              |
| Rydell Poepon            | Nederland     | AV      | NAC Breda          |
| Kenneth Omeruo           | Nigeria       | VD      | Chelsea FC         |
| Roderick Gielisse        | Nederland     | MV      | Sparta Rotterdam   |

## AFC Ajax

### In
| Naam                | Nationaliteit | Positie | Oude club                      |
| ------------------- | ------------- | ------- | ------------------------------ |
| Markus Bay          | Denemarken    | MV      | Brøndby IF                     |
| Roly Bonevacia      | Nederland     | MV      | Roda JC (was verhuurd)         |
| Geoffrey Castillion | Nederland     | AV      | Heracles Almelo (was verhuurd) |
| Lerin Duarte        | Nederland     | MV      | Heracles Almelo                |
| Eyong Enoh          | Kameroen      | MV      | Fulham FC (was verhuurd)       |
| Sam Hendriks        | Nederland     | AV      | De Graafschap                  |
| Marvin Höner        | Duitsland     | AV      | DSC Arminia Bielefeld          |
| Mike van der Hoorn  | Nederland     | VD      | FC Utrecht                     |
| Gino van Kessel     | Nederland     | AV      | Almere City FC (was verhuurd)  |
| Ricardo Kip         | Nederland     | MV      | Almere City FC (was verhuurd)  |
| Dico Koppers        | Nederland     | VD      | ADO Den Haag (was verhuurd)    |
| Bojan Krkić         | Spanje        | AV      | FC Barcelona (gehuurd)         |
| Sven Nieuwpoort     | Nederland     | VD      | Almere City FC (was verhuurd)  |
| Xandro Schenk       | Nederland     | VD      | Go Ahead Eagles (was verhuurd) |
| Henri Toivomäki     | Finland       | VD      | Almere City FC (was verhuurd)  |

### Uit
| Naam              | Nationaliteit | Positie | Nieuwe club                     |
| ----------------- | ------------- | ------- | ------------------------------- |
| Toby Alderweireld | België        | VD      | Atlético Madrid                 |
| Ryan Babel        | Nederland     | AV      | Kasımpaşa SK                    |
| Derk Boerrigter   | Nederland     | AV      | Celtic FC                       |
| Roly Bonevacia    | Nederland     | MV      | Roda JC Kerkrade                |
| Isaac Cuenca      | Spanje        | AV      | FC Barcelona (was gehuurd)      |
| Mitchell Dijks    | Nederland     | VD      | sc Heerenveen (huur)            |
| Christian Eriksen | Denemarken    | MV      | Tottenham Hotspur FC            |
| Xandro Schenk     | Nederland     | VD      | Go Ahead Eagles                 |
| Miralem Sulejmani | Servië        | AV      | SL Benfica                      |
| Ricardo Kip       | Nederland     | MV      | Almere City FC                  |
| Henri Toivomäki   | Finland       | VD      | FC Lahti                        |
| Joeri de Kamps    | Nederland     | MV      | SC Heerenveen                   |
| Chiel Kramer      | Nederland     | DM      | SC Heerenveen                   |
| Dico Koppers      | Nederland     | VD      | FC Twente                       |
| Jody Lukoki       | Nederland     | AV      | SC Cambuur                      |
| Sven Nieuwpoort   | Nederland     | VD      | Almere City FC                  |
| Gino van Kessel   | Nederland     | AV      | AS Trenčín                      |
| Ilan Boccara      | Frankrijk     | MV      | Evian Thonon Gaillard FC (huur) |

## AZ

### In
| Naam               | Nationaliteit | Positie | Oude club             |
| ------------------ | ------------- | ------- | --------------------- |
| Eli Babalj         | Australië     | AV      | Melbourne Heart       |
| Ruud Boymans       | Nederland     | AV      | N.E.C. (was verhuurd) |
| Erik Falkenburg    | Nederland     | MV/AV   | N.E.C. (was verhuurd) |
| Jeffrey Gouweleeuw | Nederland     | VD      | sc Heerenveen         |
| Denni Avdić        | Zweden        | AV      | Werder Bremen         |
| Nemanja Gudelj     | Servië        | MV      | NAC Breda             |
| Jan Wuytens        | België        | VD      | FC Utrecht            |

### Uit
| Naam              | Nationaliteit    | Positie | Nieuwe club                |
| ----------------- | ---------------- | ------- | -------------------------- |
| Jozy Altidore     | Verenigde Staten | AV      | Sunderland AFC             |
| Milan Hoek        | Nederland        | MV      | Quick Boys                 |
| Jeffrey Ket       | Nederland        | VD      | SC Telstar                 |
| Robert Klaasen    | Nederland        | MV      | KV Kortrijk                |
| Kevin Luckassen   | Nederland        | AV      | Ross County                |
| Adam Maher        | Nederland        | MV      | PSV                        |
| Ali Messaoud      | Marokko          | MV      | Willem II                  |
| Terell Ondaan     | Nederland        | AV      | SC Telstar                 |
| Giliano Wijnaldum | Nederland        | VD      | FC Groningen               |
| Mikhail Rosheuvel | Nederland        | VD      | Heracles Almelo (verhuurd) |
| Ruud Boymans      | Nederland        | AV      | Willem II (verhuurd)       |
| Erik Falkenburg   | Nederland        | MV      | Go Ahead Eagles            |
| Paul Kok          | Nederland        | VD      | SC Telstar                 |

## SC Cambuur

### In
| Naam                 | Nationaliteit | Positie | Oude club             |
| -------------------- | ------------- | ------- | --------------------- |
| Bart van Brakel      | Nederland     | MV      | FC Den Bosch          |
| Alexander Christovão | Nederland     | AV      | FC Groningen          |
| Ramon Leeuwin        | Nederland     | VD/MV   | ADO Den Haag          |
| Paco van Moorsel     | Nederland     | MV      | FC Groningen (huur)   |
| Leonard Nienhuis     | Nederland     | DM      | FC Groningen          |
| Ruud Swinkels        | Nederland     | DM      | PSV                   |
| Oliver Feldballe     | Denemarken    | AV      | Randers FC            |
| Jeremy de Graaf      | Nederland     | VMV     | VVOG                  |
| Marlon Pereira       | Nederland     | VD/MV   | Botev Plovdiv         |
| Jody Lukoki          | Nederland     | AV/MV   | AFC Ajax gehuurd      |
| Kevin Brands         | Nederland     | MV      | Willem II gehuurd     |
| Marcel Ritzmaier     | Oostenrijk    | MV      | PSV Eindhoven gehuurd |

### Uit
| Naam               | Nationaliteit | Positie | Nieuwe club                   |
| ------------------ | ------------- | ------- | ----------------------------- |
| Mark Diemers       | Nederland     | MV      | FC Utrecht (was gehuurd)      |
| Giovanni Hiwat     | Nederland     | AV      | PEC Zwolle (was gehuurd)      |
| Tim Keurntjes      | Nederland     | MV      | FC Groningen (was gehuurd)    |
| Melvin de Leeuw    | Nederland     | AV      | Ross County FC                |
| Yuri Rose          | Nederland     | MV      | Ajax Zaterdag                 |
| Dennis Telgenkamp  | Nederland     | DM      | Heracles Almelo (was gehuurd) |
| Adnane Tighadouini | Nederland     | AV      | Vitesse (was gehuurd)         |

## Feyenoord

### In
| Naam                 | Nationaliteit | Positie | Oude club                |
| -------------------- | ------------- | ------- | ------------------------ |
| Otman Bakkal         | Nederland     | MV      | geen club                |
| Jordy van Deelen     | Nederland     | VD      | Excelsior, was verhuurd  |
| Matthew Steenvoorden | Nederland     | VD/MV   | Excelsior, was verhuurd  |
| Samuel Armenteros    | Zweden        | AV      | RSC Anderlecht           |
| Elvis Manu           | Nederland     | AV      | Excelsior, was verhuurd  |
| Graziano Pellè       | Italië        | AV      | Parma FC, was al gehuurd |

### Uit
| Naam                 | Nationaliteit | Positie | Nieuwe club                                            |
| -------------------- | ------------- | ------- | ------------------------------------------------------ |
| Boy de Jong          | Nederland     | DM      | Excelsior, verhuurd                                    |
| Mats van Huijgevoort | Nederland     | VD      | Willem II, verhuurd; was verhuurd aan Excelsior        |
| Kaj Ramsteijn        | Nederland     | VD      | Sparta Rotterdam, verhuurd; was verhuurd aan VVV-Venlo |
| Kelvin Leerdam       | Nederland     | VD/MV   | Vitesse                                                |
| Shabir Isoufi        | Nederland     | MV      | zonder club; was verhuurd aan Telstar                  |
| Kamohelo Mokotjo     | Zuid-Afrika   | MV      | PEC Zwolle                                             |
| Guyon Fernandez      | Nederland     | AV      | PEC Zwolle, verhuurd                                   |

## Go Ahead Eagles

### In
| Naam              | Nationaliteit | Positie | Oude club               |
| ----------------- | ------------- | ------- | ----------------------- |
| Erik Cummins      | Nederland     | DM      | FC Utrecht              |
| Joey Godee        | Nederland     | AV      | Cercle Brugge (gehuurd) |
| Joost Krijns      | Nederland     | n.n.b.  | CSV Apeldoorn           |
| Lars Lambooij     | Nederland     | MV      | SC Veendam / geen       |
| Tom Oostinjen     | Nederland     | VD      | GVVV                    |
| Jeffrey Rijsdijk  | Nederland     | MV      | FC Dordrecht            |
| Eloy Room         | Nederland     | DM      | SBV Vitesse (gehuurd)   |
| Maurice de Ruiter | Nederland     | MV      | DVS '33                 |
| Xandro Schenk     | Nederland     | VD      | AFC Ajax                |
| Doke Schmidt      | Nederland     | VD      | sc Heerenveen (gehuurd) |
| Joeri Schroyen    | Nederland     | VD      | Fortuna Sittard         |

### Uit
| Naam               | Nationaliteit | Positie | Nieuwe club             |
| ------------------ | ------------- | ------- | ----------------------- |
| Freek Heerkens     | Nederland     | VD      | Willem II               |
| Jasper Heusinkveld | Nederland     | DM      | De Graafschap           |
| Jan Kromkamp       | Nederland     | VD      | Gestopt                 |
| Nick Marsman       | Nederland     | DM      | FC Twente (was gehuurd) |
| Cendrino Misidjan  | Nederland     | VD      | Sparta Rotterdam        |
| Cas Peters         | Nederland     | AV      | FC Twente (was gehuurd) |
| Quincy Promes      | Nederland     | MV      | FC Twente (was gehuurd) |
| Resit Schuurman    | Nederland     | VD      | n.n.b.                  |
| Ruud Wellenberg    | Nederland     | MV      | VV Berkum               |

## FC Groningen

### In
| Naam                | Nationaliteit | Positie | Oude club                       |
| ------------------- | ------------- | ------- | ------------------------------- |
| Eric Botteghin      | Brazilië      | VD      | NAC Breda                       |
| Tom Hiariej         | Nederland     | MV      | FC Emmen (was verhuurd)         |
| Robby Holder        | Nederland     | AV      | SC Veendam (was verhuurd)       |
| Jonas Ivens         | België        | MV      | Waasland-Beveren (was verhuurd) |
| Matías Jones        | Uruguay       | AV      | FC Emmen (was verhuurd)         |
| Tim Keurntjes       | Nederland     | MV      | SC Cambuur (was verhuurd)       |
| Luis Pedro          | Angola        | VD      | SC Veendam (was verhuurd)       |
| Leonard Nienhuis    | Nederland     | DM      | SC Cambuur (was verhuurd)       |
| Jesse Renken        | Nederland     | AV      | SC Veendam (was verhuurd)       |
| Nick van der Velden | Nederland     | MV      | N.E.C.                          |
| Giliano Wijnaldum   | Nederland     | VD      | AZ Alkmaar                      |

### Uit
| Naam                 | Nationaliteit | Positie | Nieuwe club           |
| -------------------- | ------------- | ------- | --------------------- |
| Oluwafemi Ajilore    | Nigeria       | MV      | n.n.b.                |
| Leandro Bacuna       | Nederland     | MV      | Aston Villa FC        |
| Alexander Christovão | Nederland     | AV      | SC Cambuur            |
| Virgil van Dijk      | Nederland     | VD      | Celtic FC             |
| Tigran Gazarjan      | Nederland     | MV      | De Graafschap         |
| Tim Keurntjes        | Nederland     | MV      | Telstar               |
| Kees Kwakman         | Nederland     | VD      | NAC Breda             |
| Luis Pedro           | Angola        | VD      | FC Emmen              |
| Paco van Moorsel     | Nederland     | MV      | SC Cambuur (verhuurd) |
| Tim Sparv            | Finland       | MV      | SpVgg Greuther Fürth  |

## sc Heerenveen

### In
| Naam                | Nationaliteit | Positie | Oude club                    |
| ------------------- | ------------- | ------- | ---------------------------- |
| Chiel Kramer        | Nederland     | DM      | AFC Ajax                     |
| Mitchell Dijks      | Nederland     | VD      | AFC Ajax (gehuurd)           |
| Samir Fazli         | Macedonië     | AV      | Helmond Sport (was verhuurd) |
| Arsenio Valpoort    | Nederland     | AV      | PEC Zwolle (was verhuurd)    |
| Magnus Wolff Eikrem | Noorwegen     | MV      | Molde FK                     |
| Yanic Wildschut     | Nederland     | AV      | VVV-Venlo                    |
| Joeri de Kamps      | Nederland     | MV      | AFC Ajax                     |

### Uit
| Naam                | Nationaliteit | Positie | Nieuwe club                  |
| ------------------- | ------------- | ------- | ---------------------------- |
| Filip Đuričić       | Servië        | MV/AV   | SL Benfica                   |
| Matthew Amoah       | Ghana         | AV      | Heracles Almelo              |
| Daniël de Ridder    | Nederland     | MV/AV   | n.n.b.                       |
| Doke Schmidt        | Nederland     | VD      | Go Ahead Eagles (huur)       |
| Kenny Steppe        | België        | DM      | Waasland-Beveren             |
| Gianni Zuiverloon   | Nederland     | VD      | RCD Mallorca (was gehuurd)   |
| Yassine El Ghanassy | België        | AV      | AA Gent (was gehuurd)        |
| Lukáš Mareček       | Tsjechië      | MV      | RSC Anderlecht (was gehuurd) |
| Jeffrey Gouweleeuw  | Nederland     | VD      | AZ                           |
| Arsenio Valpoort    | Nederland     | AV      | Ferencvárosi TC              |

## Heracles Almelo

### In
| Naam              | Nationaliteit | Positie | Oude club                 |
| ----------------- | ------------- | ------- | ------------------------- |
| Matthew Amoah     | Ghana         | AV      | sc Heerenveen             |
| Michael Brouwer   | Nederland     | DM      | AGOVV                     |
| Bryan Linssen     | Nederland     | AV      | VVV-Venlo                 |
| Dennis Telgenkamp | Nederland     | DM      | SC Cambuur (was verhuurd) |
| Mikhail Rosheuvel | Nederland     | VD      | AZ (gehuurd)              |

### Uit
| Naam                   | Nationaliteit | Positie | Nieuwe club    |
| ---------------------- | ------------- | ------- | -------------- |
| Lerin Duarte           | Nederland     | MV      | AFC Ajax       |
| Everton Ramos da Silva | Brazilië      | AV      | Al-Nassr       |
| Marko Vejinović        | Nederland     | MV      | SBV Vitesse    |
| Mathias Schamp         | België        | AV      | KSV Oudenaarde |

## NAC Breda

### In
| Naam            | Nationaliteit | Positie | Oude club               |
| --------------- | ------------- | ------- | ----------------------- |
| Gábor Babos     | Hongarije     | DM      | N.E.C.                  |
| Boldizsár Bodor | Hongarije     | VD      | K. Beerschot AC         |
| Henrico Drost   | Nederland     | VD      | RKC Waalwijk            |
| Sepp De Roover  | België        | VD      | KSC Lokeren             |
| Jeffrey Sarpong | Nederland     | MV      | Real Sociedad           |
| Joey Suk        | Nederland     | MV      | Beerschot               |
| Danny Verbeek   | Nederland     | AV      | Standard Luik (gehuurd) |
| Stipe Perica    | Kroatië       | AV      | Chelsea FC (gehuurd)    |
| Rydell Poepon   | Nederland     | AV      | ADO Den Haag (gehuurd)  |
| Gill Swerts     | België        | VD      | SønderjyskE             |

### Uit
| Naam           | Nationaliteit | Positie | Nieuwe club              |
| -------------- | ------------- | ------- | ------------------------ |
| Eric Botteghin | Brazilië      | VD      | FC Groningen             |
| Kees Luijckx   | Nederland     | VD      | Roda JC Kerkrade         |
| Thilo Leugers  | Duitsland     | MV      | FC Twente (was gehuurd)  |
| Sepp De Roover | België        | VD      | SC Lokeren (was gehuurd) |
| Jens Janse     | Nederland     | VD      | Córdoba CF               |
| Nemanja Gudelj | Servië        | MV      | AZ                       |

## N.E.C.

### In
| Naam                | Nationaliteit | Positie | Oude club             |
| ------------------- | ------------- | ------- | --------------------- |
| Tobias Haitz        | Duitsland     | VD      | Bayer Leverkusen      |
| Christoph Hemlein   | Duitsland     | AV      | VfB Stuttgart         |
| Dennis Gentenaar    | Nederland     | DM      | Almere City FC        |
| Alireza Jahanbakhsh | Iran          | AV      | SC Damash             |
| Joshua Smits        | Nederland     | DM      | FC Oss (was verhuurd) |
| Seydina Diarra      | België        | MV      | RSC Anderlecht        |
| Michael Higdon      | Engeland      | AV      | Motherwell FC         |

### Uit
| Naam                    | Nationaliteit | Positie | Nieuwe club         |
| ----------------------- | ------------- | ------- | ------------------- |
| Gábor Babos             | Hongarije     | DM      | NAC Breda           |
| Ruud Boymans            | Nederland     | AV      | AZ (was gehuurd)    |
| Wesley Deenen           | Nederland     | AV      | FC Oss              |
| Erik Falkenburg         | Nederland     | MV/AV   | AZ (was gehuurd)    |
| Stijn de Looijer        | Nederland     | MV      | FC Den Bosch (huur) |
| Danny van den Meiracker | Nederland     | AV      | FC Oss              |
| Nick van der Velden     | Nederland     | MV      | FC Groningen        |
| Evander Sno             | Nederland     | MV      | n.n.b.              |
| Rémy Amieux             | Frankrijk     | VD      | RKC Waalwijk        |
| Melvin Platje           | Nederland     | AV      | Neftçi Bakoe        |
| Rick ten Voorde         | Nederland     | AV      | SC Paderborn 07     |
| Khalid Sinouh           | Nederland     | DM      | Sparta Rotterdam    |
| Leroy George            | Nederland     | AV      | FK Qarabağ          |
| Kevin Wattamaleo        | Nederland     | MV      | FC Volendam         |
| Nathaniel Will          | Nederland     | VD      | n.n.b.              |

## PEC Zwolle

### In
| Naam             | Nationaliteit | Positie | Oude club                |
| ---------------- | ------------- | ------- | ------------------------ |
| Kevin Begois     | Nederland     | DM      | FC Den Bosch             |
| Giovanni Hiwat   | Nederland     | AV      | SC Cambuur (was gehuurd) |
| Kamohelo Mokotjo | Zuid-Afrika   | MV      | Feyenoord                |
| Stef Nijland     | Nederland     | MV      | PSV                      |
| Guyon Fernandez  | Nederland     | AV      | Feyenoord, gehuurd       |

## PSV

### In
| Naam              | Nationaliteit | Positie | Oude club                       |
| ----------------- | ------------- | ------- | ------------------------------- |
| Jeffrey Bruma     | Nederland     | VD      | Chelsea FC                      |
| Florian Jozefzoon | Nederland     | AV      | RKC Waalwijk                    |
| Adam Maher        | Nederland     | MV      | AZ                              |
| Stanislav Manolev | Bulgarije     | VD      | Fulham FC (was verhuurd)        |
| Karim Rekik       | Nederland     | VD      | Manchester City FC (gehuurd)    |
| Abel Tamata       | Nederland     | VD      | Roda JC Kerkrade (was verhuurd) |
| Jeroen Zoet       | Nederland     | DM      | RKC Waalwijk (was verhuurd)     |
| Stijn Schaars     | Nederland     | MV      | Sporting Lissabon               |
| Santiago Arias    | Colombia      | VD      | Sporting Lissabon               |

### Uit
| Naam             | Nationaliteit | Positie | Nieuwe club     |
| ---------------- | ------------- | ------- | --------------- |
| Mark van Bommel  | Nederland     | MV      | Gestopt         |
| Wilfred Bouma    | Nederland     | VD      | n.n.b.          |
| Orlando Engelaar | Nederland     | MV      | Melbourne Heart |
| Atiba Hutchinson | Canada        | MV      | Beşiktaş JK     |
| Jeremain Lens    | Nederland     | AV      | FC Dynamo Kiev  |
| Dries Mertens    | België        | AV      | SSC Napoli      |
| Stef Nijland     | Nederland     | MV      | PEC Zwolle      |
| Erik Pieters     | Nederland     | VD      | Stoke City FC   |
| Kevin Strootman  | Nederland     | MV      | AS Roma         |
| Boy Waterman     | Nederland     | DM      | Karabükspor     |

## RKC Waalwijk

### In
| Naam             | Nationaliteit | Positie | Oude club             |
| ---------------- | ------------- | ------- | --------------------- |
| Rémy Amieux      | Nederland     | VD      | N.E.C.                |
| Mitch Apau       | Nederland     | VD      | geen                  |
| Romeo Castelen   | Nederland     | AV      | Volga Nizjni Novgorod |
| Dennis Rommedahl | Denemarken    | AV      | Brøndby IF            |
| Jan Seda         | Tsjechië      | DM      | FK Mladá Boleslav     |

### Uit
| Naam                | Nationaliteit | Positie | Nieuwe club          |
| ------------------- | ------------- | ------- | -------------------- |
| Sigourney Bandjar   | Nederland     | VD      | n.n.b                |
| Teddy Chevalier     | Frankrijk     | AV      | KV Kortrijk          |
| Henrico Drost       | Nederland     | VD      | NAC Breda            |
| Mark Janssen        | Nederland     | AV      | Helmond Sport (huur) |
| Florian Jozefzoon   | Nederland     | AV      | PSV                  |
| Cuco Martina        | Curaçao       | VD      | FC Twente            |
| Ard van Peppen      | Nederland     | VD      | Roda JC Kerkrade     |
| Rewien Ramlal       | Nederland     | VD      | FC Oss (huur)        |
| Luuk Hultermans     | Nederland     | VD      | FC Oss (huur)        |
| Guy Ramos           | Kaapverdië    | VD      | Roda JC Kerkrade     |
| Jeff Stans          | Nederland     | MV      | SBV Excelsior        |
| Furhgill Zeldenrust | Nederland     | AV      | FC Den Bosch (huur)  |
| Jeroen Zoet         | Nederland     | DM      | PSV (was gehuurd)    |

## Roda JC Kerkrade

### In
| Naam            | Nationaliteit | Positie | Oude club        |
| --------------- | ------------- | ------- | ---------------- |
| Frank Demouge   | Nederland     | AV      | AFC Bournemouth  |
| Henk Dijkhuizen | Nederland     | VD      | Sparta Rotterdam |
| Kees Luijckx    | Nederland     | VD      | NAC Breda        |
| Ard van Peppen  | Nederland     | VD      | RKC Waalwijk     |
| Guy Ramos       | Kaapverdië    | VD      | RKC Waalwijk     |
| Marc Höcher     | Nederland     | MV      | Willem II        |

### Uit
| Naam           | Nationaliteit | Positie | Nieuwe Club       |
| -------------- | ------------- | ------- | ----------------- |
| Jimmy Hempte   | België        | VD      | KV Oostende       |
| Tamás Kádár    | Hongarije     | VD      | Diósgyőri VTK     |
| Sanharib Malki | Syrië         | AV      | Kasımpaşa SK      |
| Abel Tamata    | Nederland     | VD      | PSV (was gehuurd) |
| Rob Wielaert   | Nederland     | VD      | Melbourne Heart   |

## FC Twente

### In
| Naam                | Nationaliteit | Positie | Oude club                       |
| ------------------- | ------------- | ------- | ------------------------------- |
| Jesús Manuel Corona | Mexico        | AV      | CF Monterrey                    |
| Kyle Ebecilio       | Nederland     | MV      | Arsenal FC                      |
| Joshua John         | Nederland     | AV      | FC Nordsjælland (was verhuurd)  |
| Dico Koppers        | Nederland     | VD      | AFC Ajax                        |
| Nicky Kuiper        | Nederland     | VD      | Panathinaikos FC (was verhuurd) |
| Cuco Martina        | Curaçao       | VD      | RKC Waalwijk                    |
| Glynor Plet         | Nederland     | AV      | Racing Genk (was verhuurd)      |
| Quincy Promes       | Nederland     | MV      | Go Ahead Eagles (was verhuurd)  |
| Nils Röseler        | Duitsland     | VD      | VVV-Venlo (was verhuurd)        |
| Sonny Stevens       | Nederland     | DM      | FC Volendam                     |

### Uit
| Naam                    | Nationaliteit | Positie | Nieuwe club           |
| ----------------------- | ------------- | ------- | --------------------- |
| Emir Bajrami            | Zweden        | AV      | Panathinaikos FC      |
| Nacer Chadli            | België        | AV      | Tottenham Hotspur     |
| Leroy Fer               | Nederland     | MV      | Norwich City          |
| Willem Janssen          | Nederland     | MV      | FC Utrecht (verhuurd) |
| Denny Landzaat          | Nederland     | MV      | n.n.b.                |
| Douglas Franco Teixeira | Nederland     | VD      | Dinamo Moskou         |

## FC Utrecht

### In
| Naam               | Nationaliteit | Positie | Oude club                   |
| ------------------ | ------------- | ------- | --------------------------- |
| Lars Veldwijk      | Nederland     | AV      | FC Dordrecht (was verhuurd) |
| Mark Diemers       | Nederland     | MV      | SC Cambuur (was verhuurd)   |
| Gyliano van Velzen | Nederland     | AV      | Manchester United           |
| Timothy Derijck    | België        | VD      | PSV Eindhoven (gehuurd)     |
| Darren Rosheuvel   | Suriname      | MV      | Ajax                        |
| Steve De Ridder    | België        | AV      | Southampton                 |
| Willem Janssen     | Nederland     | MV      | FC Twente (gehuurd)         |

### Uit
| Naam               | Nationaliteit | Positie | Nieuwe club      |
| ------------------ | ------------- | ------- | ---------------- |
| Nana Asare         | Ghana         | MV      | AA Gent          |
| Erik Cummins       | Nederland     | DM      | Go Ahead Eagles  |
| Mike van der Hoorn | Nederland     | VD      | AFC Ajax         |
| Anouar Kali        | Nederland     | MV      | Roda JC Kerkrade |
| Leon de Kogel      | Nederland     | AV      | VVV-Venlo        |
| Lars Veldwijk      | Nederland     | AV      | Excelsior        |
| Jan Wuytens        | België        | VD      | AZ               |

## Vitesse

### In
| Naam                             | Nationaliteit | Positie | Oude club                         |
| -------------------------------- | ------------- | ------- | --------------------------------- |
| Christian Atsu                   | Ghana         | AV      | Chelsea FC (gehuurd)              |
| Giorgi Tsjantoeria               | Georgië       | AV      | Alania Vladikavkaz (was verhuurd) |
| Cristián Cuevas                  | Chili         | MV      | Chelsea FC (gehuurd)              |
| Sam Hutchinson                   | Engeland      | VD      | Chelsea FC (gehuurd)              |
| Kelvin Leerdam                   | Nederland     | VD      | Feyenoord                         |
| Marko Meerits                    | Estland       | DM      | FC Flora Tallinn (was verhuurd)   |
| Marcus Pedersen                  | Noorwegen     | AV      | Odense BK (was verhuurd)          |
| Lucas Piazon                     | Brazilië      | MV      | Chelsea FC (gehuurd)              |
| Francisco Santos da Silva Júnior | Portugal      | MV      | Everton FC (gehuurd)              |
| Adnane Tighadouini               | Marokko       | AV      | SC Cambuur (was verhuurd)         |
| Marko Vejinović                  | Nederland     | MV      | Heracles Almelo                   |

### Uit
| Naam                    | Nationaliteit | Positie | Nieuwe club                    |
| ----------------------- | ------------- | ------- | ------------------------------ |
| Nikola Aksentijević     | Servië        | VD      | FK Partizan (op huurbasis)     |
| Wilfried Bony           | Ivoorkust     | AV      | Swansea City AFC               |
| Simon Cziommer          | Duitsland     | MV      | Heracles Almelo                |
| Nicky Hofs              | Nederland     | MV      | Gestopt                        |
| Marco van Ginkel        | Nederland     | MV      | Chelsea FC                     |
| Tomáš Kalas             | Tsjechië      | VD      | Chelsea FC (was gehuurd)       |
| Marcus Pedersen         | Noorwegen     | AV      | Barnsley FC (op huurbasis)     |
| Eloy Room               | Nederland     | DM      | Go Ahead Eagles (op huurbasis) |
| Sebastiaan van der Sman | Nederland     | DM      | TEC VV                         |
| Michihiro Yasuda        | Japan         | VD      | Júbilo Iwata                   |